# 柴田弘
柴田 弘（しばた ひろし、1933年5月1日 - 2011年10月7日）は、日本の政治家。元公明党衆議院議員（4期）。

## 略歴
愛知県尾西市出身、名古屋大学卒業。
名古屋市議を経て、1979年の総選挙に愛知1区から公明党公認で出馬し衆議院議員に初当選。以後連続4期つとめ、1990年の総選挙には出馬せず、第一線を退いた。
2011年10月7日、呼吸不全のため名古屋市の病院で死去。78歳没。